# Rey (Irã)
Rey ou Ray (em persa: شهر ری, Shahr-e-Ray, "Cidade de Ray"), também conhecida como Rages (/ˈreɪdʒəz/; em grego:  Ῥάγαι, Rhagai; em latim: Rhagae ou Rhaganae) e anteriormente como Arsácia, é a capital do Condado de Rey na Província de Teerã no Irã e está entre as cidades mais antigas do mundo.
Nos dias atuais Rey foi absorvida pela região metropolitana de Teerã. Rey está conectada pelo metrô de Teerã com o resto de Teerã e tem muitas indústrias e fábricas em operação. Escavações do que não foi demolido começaram em 1997 em colaboração com a Organização Cultural Iraniana de Turismo e Patrimônio, o Departamento de Ciências Arqueológicas da Universidade de Bradford e o Departamento de Arqueologia da Universidade de Teerã.